# RMS Britannia

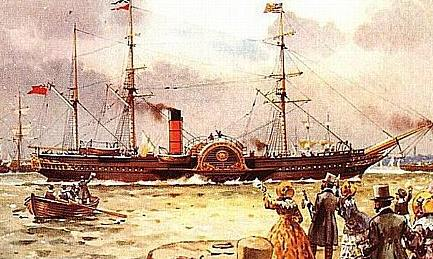
Британия отправляется в свой первый рейс. Картина.

«Британия» — трансатлантический лайнер судоходной компании «Кунард Лайн». Первый лайнер этой компании наряду с тремя более поздними судами. Был спущен на воду в 1840 году и провёл успешные ходовые испытания. Приставка перед названием «RMS» означает «Королевское почтовое судно». «Британия» перевозила почту в одном почтовом отделении в носовой части. Лайнер служил компании 9 лет, пока не был продан в Германию как учебное судно. Затонул, как мишень для торпед.

## История
В 1839 году Самуель Кунард подписал контракт с правительством Великобритании по поводу регулярных почтовых перевозок через Атлантику. Правительство было обязано выплачивать компании 66 тысяч долларов в год, а «Кунард лайн» поставить четыре парохода на линию. В 1839 году был заложен киль «Британии». В 1840 году её спустили на воду и начали отделывать. В тот же год она прошла ходовые испытания, и свой первый рейс. «Британия» служила компании 9 лет. Но в 1849 году была продана Германии, как учебный корабль.  Погибла в море, как мишень для торпед.

## Первый рейс
Первый рейс «Британия» совершила в 1840 году. Все британцы были в восторге от этого лайнера. Внутренние помещения были очень хороши. Была столовая с лестницей для 1 класса. Был неплох стандарт 2 класса. Помещения 3 класса были намного лучше, чем на других судах. «Британия» вышла из Ливерпуля и направлялась в Нью-Йорк через Атлантический океан. Некоторое время спустя, заполучила «Голубую Ленту Атлантики».

## Служба в Германии
В 1849 году «Британия» устарела и впоследствии, была продана как учебное судно в Германию. Там, её переименовали в «Барбаросу», и она служила в немецком флоте до 1880 года. В качестве флагманского корабля адмирала Бромме принимала участие в перестрелке у Гельголанда  против датского корвета "Валькирия" 4 июня 1849. В 1872 переоборудована в плавучую казарму. В 1880 году была поставлена на море в качестве мишени. В неё выпустили две торпеды с минного крейсера Цитен (Zieten) и через некоторое время она перевернулась, и затонула.